# رونالد توماس (سياسي)
رونالد توماس (بالإنجليزية: Ronald Thomas)‏ هو سياسي بريطاني، ولد في مارس 1929. حزبياً، نشط في حزب العمال. في الانتخابات العامة في المملكة المتحدة أكتوبر 1974 ‏، انتخب عضو البرلمان السابع والأربعون للمملكة المتحدة عن دائرة شمال غرب بريستول خلال فترته النيابية ‏ (10 أكتوبر 1974 – 7 أبريل 1979).